# Scutellaria costaricana
Scutellaria costaricana es una planta popular tropical originaria de Costa Rica. En inglés es conocida con el nombre común de scarlet skullcap o Costa Rican skullcap.

## Descripción
Es una planta arbustiva muy ramificada que alcanza los 40 cm de altura. Tiene los tallos de color violeta y las hojas ovales. La inflorescencia es terminal con flores tubulares.

## Taxonomía
Scutellaria costaricana fue descrita por Hermann Wendland  y publicado en Hamburger Garten- und Blumenzeitung 19: 29–30. 1863.
Etimología
Scutellaria: nombre genérico que deriva de la  palabra griega: escutella que significa "un pequeño plato, bandeja o plato", en referencia a los sépalos que aparecen de esta manera durante el período de fructificación.
costaricana: epíteto geográfico que alude a su localización en Costa Rica.